# Reinhold Strobl

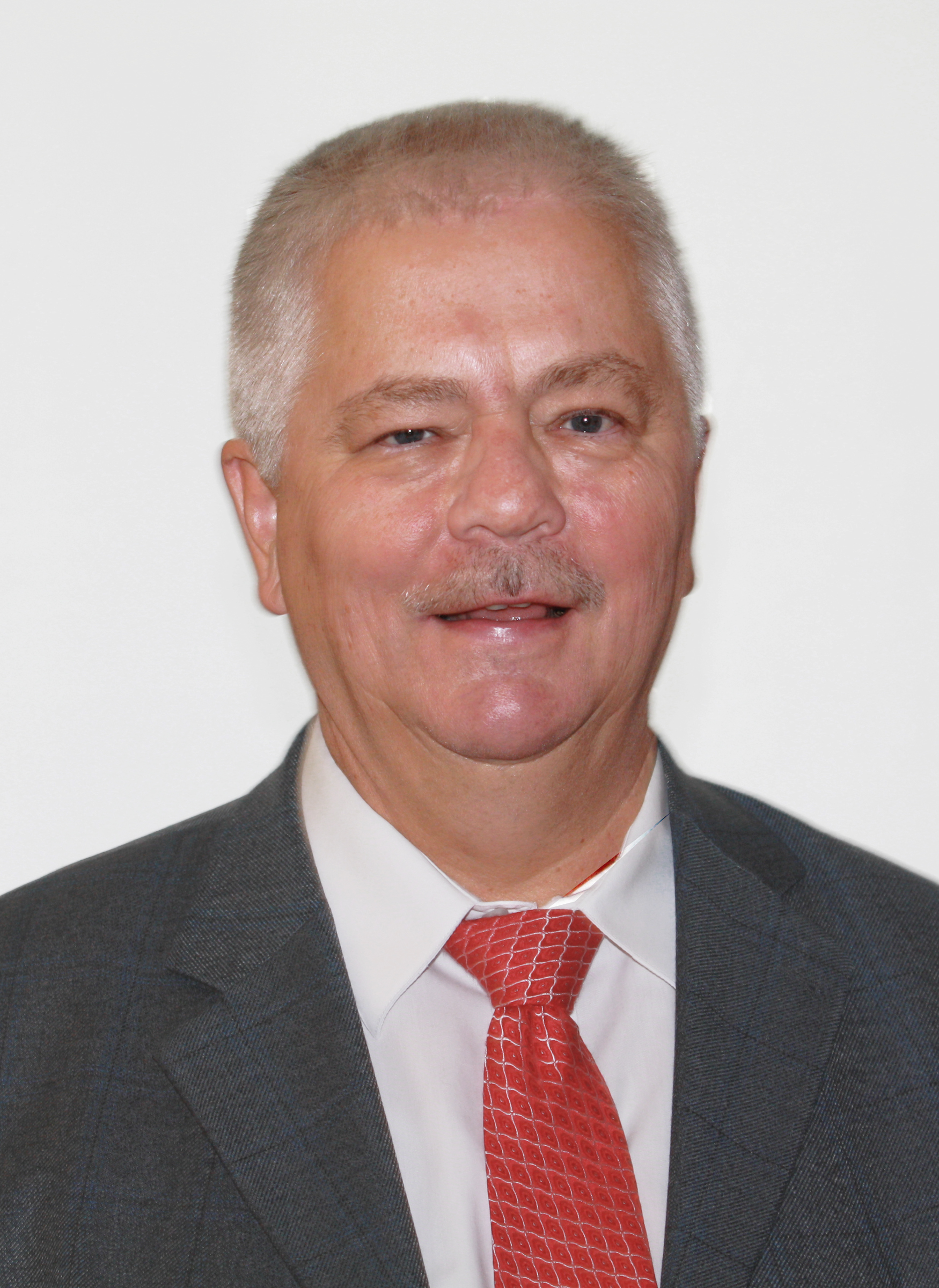
Reinhold Strobl, 2013

Reinhold Strobl  (* 10. Mai 1950 in Schnaittenbach) ist ein bayerischer Landespolitiker der SPD.

## Biografie
Reinhold Strobl war Bundestagsabgeordneter von 1999 bis 2002. Bei den Bundestagswahlen 2002 verlor er sein Mandat. Strobl war als Mitglied im Umweltausschuss und dem Ausschuss für Verkehr, Bau- und Wohnungswesen tätig. Er war Listennachrücker des ehemaligen EU-Kommissars Günter Verheugen.
Er kandidierte 2003 für den Bayerischen Landtag, jedoch erst 2005 zog Strobl als Nachrücker für Marianne Schieder, die durch die Bundestagswahl 2005 in den Bundestag gewählt wurde, über die Bezirksliste Oberpfalz in den Bayerischen Landtag ein. Bei der Landtagswahl 2008 kandidierte er erfolglos im Stimmkreis Amberg-Sulzbach, wurde aber über die Bezirksliste wiedergewählt.
Strobl ist seitdem Mitglied des Ausschusses für Fragen des öffentlichen Dienstes und des Ausschusses für Bildung, Jugend und Sport sowie als hauptschulpolitischer Sprecher seiner Fraktion tätig.
Reinhold Strobl ist verheiratet.

## Weiteres Engagement
Nebenbei engagiert Strobl sich bei Geflügelzuchtverein, BRK, Heimat- und Trachtenverein, Schützenverein, AWO, Gewerkschaft Ver.di, Bund Naturschutz, greenpeace, ai.
Zudem ist Strobl stellvertretender Vorsitzender der LAG Mali-Hilfe e.V. Im Zuge dieser Tätigkeit besuchte er 2007 als Mitglied einer Delegation das afrikanische Land und konnte aktuelle Projekte vor Ort besichtigen.

## Auszeichnungen
- Im September 2018 erhielt Strobl aus den Händen von SPD-Landtagsfraktionschef Markus Rinderspacher die Georg-von-Vollmar-Medaille, die höchste Auszeichnung der BayernSPD.[2]